# Gorontalo (ciudad)
Gorontalo (Indonesio: Kota Gorontalo) es la ciudad capital de la provincia de Gorontalo, Indonesia designada como tal el 16 de febrero de 2001. 
Está en la isla Célebes. La ciudad tiene un área de 64,79 km² y una población de 179 991 habitantes en el censo del 2010.

## Distritos
La ciudad se divide en seis distritos, cuya población según censo 2001 fue:
1. Kota Selatan (Sur)  - 35.988
2. Kota Utara (Norte) - 33.149
3. Kota Barat (Oeste) - 20.220
4. Kota Timur (Este)  - 42.155
5. Kota Tengah (Centro)  - 27.047
6. Dungingi  - 21.568